# 九個女仔一隻鬼
《9個女仔1隻鬼》，2002年上映的香港電影。由鍾澍佳導演，Cookies、陳冠希、王嘉明領銜主演。於2002年11月23日上映。同時推出漫畫版配合電影，由康津田繪製，但是故事內容有些不同。
本片故事與黃百鳴舊作《開心鬼》甚為相似，Cookies代替開心少女組，但因版權問題，官方未能承認為《開心鬼》系列作品。

## 演員
| 演員   | 角色   | 關係/暱稱                                  |
| 陳冠希 | 陳建偉 | Marco 因車禍中喪生變成一隻鬼，躲在嘉嘉車中 |
| 鄧麗欣 | 嘉嘉   | Cookies隊長、喜歡Marco                     |
| 傅 穎  | 辣椒   | Cookies隊員、Evans女友                     |
| 楊愛瑾 | 神婆   | Cookies隊員                                |
| 吳雨霏 | 虎兒   | Cookies隊員                                |
| 王嘉明 | Evans  | 嘉嘉哥哥、辣椒男友                         |
| 區文詩 | 亞賭   | Cookies隊員                                |
| 蒲茜兒 | 陸叔   | Cookies隊員                                |
| 何綺玲 | 萬潔玲 | Cookies隊員                                |
| 陳素瑩 | 尤雲   | Cookies隊員                                |
| 馬思恆 | 亞靚   | Cookies隊員                                |
| 陳欣健 |        | 嘉嘉爸爸                                   |
| 陳敏之 | Elaine | Marco之女友                                |
| 江美儀 | 麥老師 | 聖安娜中學老師                             |
| 杜汶澤 | 杜魯志 | P.E.科老師                                 |
| 李蕙敏 | 陳佑蘭 | 新P.E.科老師                               |
| 李楓   | 李主任 |                                            |
| 劉以達 | 劉老師 | 舊P.E.科老師                               |
| 林超榮 |        | 數學科老師                                 |
| 張學潤 | 張校董 | 聖安娜中學校董                             |
| 曾志英 |        | 神婆爸爸，用詞近似財產界的風水師傅         |
| 羅樂基 | 永恆   | 辣椒愛慕對象                               |
| 黃榕   |        | Pizza隊隊長                                |

## 歌曲
- 〈Forever Friends〉 - Cookies
- 〈心急人上〉 - Cookies
- 〈宇宙最強〉 - Cookies
- 〈不要離我太遠〉 - 鄧麗欣

## 外部連結
- 開眼電影網上《九個女仔一隻鬼》的資料（繁體中文）
- 香港影庫上《九個女仔一隻鬼》的資料（繁體中文）
- 时光网上《九個女仔一隻鬼》的資料（简体中文）
- 豆瓣电影上《九個女仔一隻鬼》的資料 （简体中文）
- 爛番茄上《九個女仔一隻鬼》的資料（英文）
- AllMovie上《九個女仔一隻鬼》的资料（英文）
- 互联网电影数据库（IMDb）上《九個女仔一隻鬼》的资料（英文）